# Hiroshi Ismael
Hiroshi Ismael (30 de noviembre de 1936 – 25 de julio de 2008) se convirtió en un político micronesio después de acabar su práctica médica.  Ismael sirvió como el tercer vicepresidente de los Estados Federados de Micronesia entre el 11 de mayo de 1987 hasta 1991.

## Biografía
Nació en 1936. Ismael era un indígena de Kosrae, pero creció en Pohnpei, donde asistió a la escuelo. Sirvió en una variedad de posiciones dentro de las Naciones Unidas en la administración del Territorio de Fideicomiso de las Islas del Pacífico, antes de que Micronesia consiguiera su independencia.

## Carrera política
Ismael se convirtió en el tercer vicepresidente de los Estados Federados de Micronesia el 11 de  mayo de 1987, posición que ocupó hasta 1991. Regresó a su estado natal de Kosrae después de dejar el cargo, donde quería vivir su vida como agricultor, leer libros, e ir a iglesia. Sólo después de que fuera solicitado para algunos cargos políticos locales  es que volvió a política, pero solo como asesor al entonces Gobernador de Kosrae. Teniendo deseo de contribuir dentro de las áreas donde tenía experiencia, se dirigió al campo médico, pero solo para ayudar con en la administración. Consiguió ser nombrado por el gobernador de Kosrae como el director del Departamento de Salud. Además, también se convirtió en un reverendo sirviendo en la iglesia de Utwe. Era considerado un hombre sencillo.

## Muerte
Fue diagnosticado con cáncer, por lo que fue a las Filipinas para tomar tratamientos, pero decidió volver a su casa y vivir el resto de su vida con su familia. Sus últimas pocas horas las pasó con su mujer, hija y nietos. Su mujer dijo que "se fue con una sonrisa en su cara".
Hirosi Ismael murió el 31 de julio de 2008, en su casa en Kosrae a la edad de 71. Fue sobrevivido por su mujer, Mitchigo Skilling, así como sus niños: Greeno, Grant, Loto, Paul, Kenye y Ruth.

### Conmemoraciones
El gobierno de Micronesia liberó una declaración en honor a Ismael, siguiendo con su servicio conmemorativo el 1 de agosto alabándolo por su servicio al país:

"El liderazgo, compromiso y guía de Ismael durante los primeros esfuerzos de la nación hacia autogobernarse le ganó el respeto de sus colegas y las personas de los Estados Federados de Micronesia."